# 穆尔塔诺沃村委员会
穆尔塔诺沃村委员会（俄语：Мултановский сельсовет）是俄罗斯联邦阿斯特拉罕州沃洛达尔斯基区所属的一个村委员会。其下辖有4个居民点，行政中心为穆尔塔诺沃。据2015年统计，该村委员会的人口为2178人。